# 阿布拉赫湖

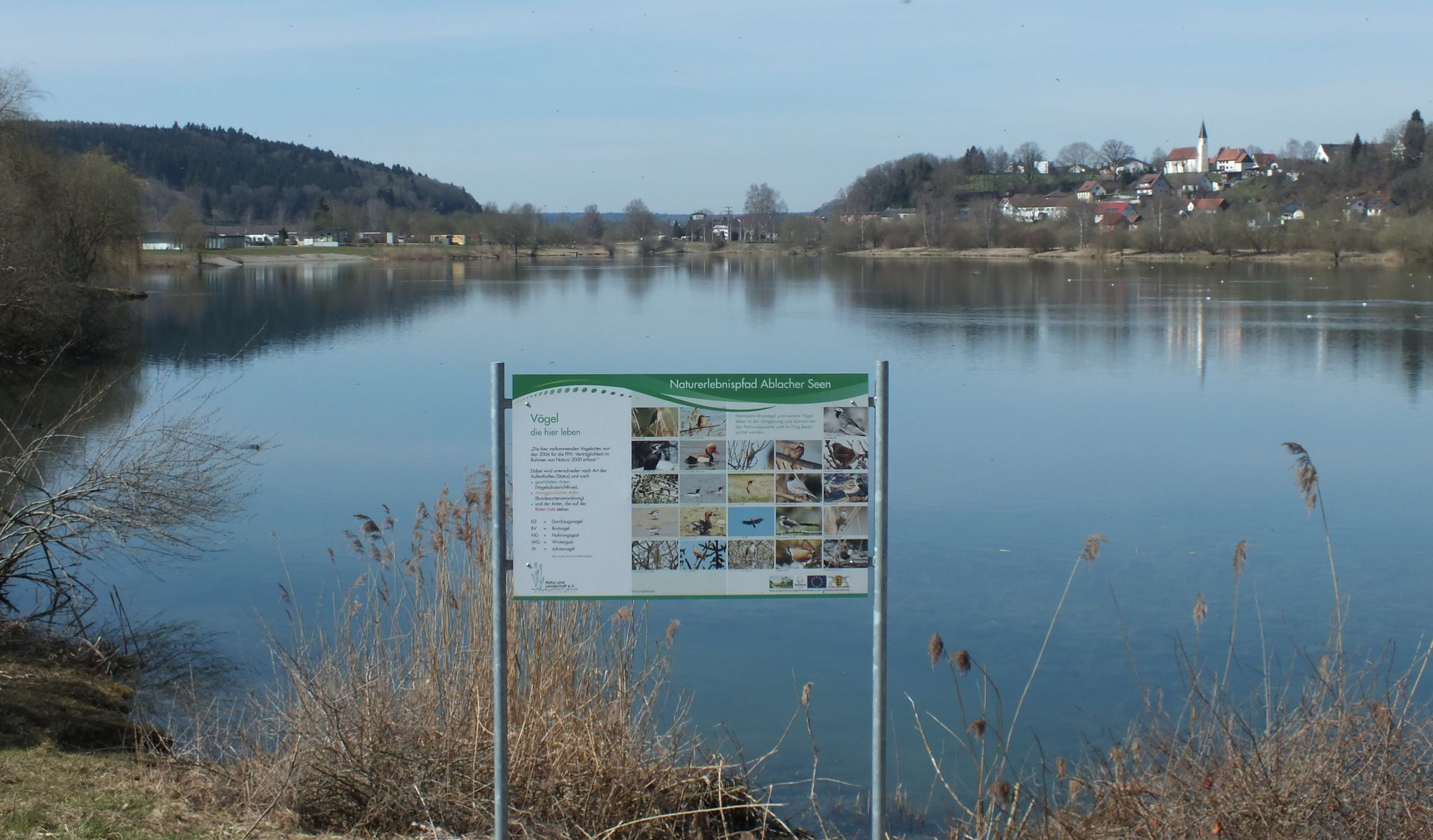

48°1′15″N 9°14′12″E / 48.02083°N 9.23667°E
阿布拉赫湖（德語：Ablacher Seen），是德國的湖泊，位於該國西南部，由巴登-符騰堡州負責管轄，處於錫格馬林根縣，長0.75公里、寬0.3公里，海拔高度227米，湖岸線長度2.25公里。